# Patricia Louisianna Knop
Patricia Louisianna Knop (Muskegon, Michigan, 1940. október 23. – Santa Monica, Kalifornia, 2019. augusztus 7.) amerikai forgatókönyvíró, producer.

## Filmjei
- The Passover Plot (1976)
- Lady Oscar (1979)
- Észak csöndje (Silence of the North) (1981)
- 9 és 1/2 hét (Nine 1/2 Weeks) (1986)
- Nagyra törő álmok (Siesta) (1987)
- Vad orchideák (Wild Orchid) (1989)
- Vörös cipellők (Red Shoe Diaries) (1992, tv-film, executive producer is)
- Delta of Venus (1995)
- Vörös cipellők (Red Shoe Diaries) (1992–1996, tv-sorozat, hat epizód, executive producer is 66 epizódban)